# SC Erfurt 1895
SC Erfurt 1895 was een Duitse voetbalclub uit Erfurt, Thüringen. De club geldt als voorganger van het huidige FC Rot-Weiß Erfurt. De club was in 1900 een van de stichtende clubs van de Duitse voetbalbond.

## Geschiedenis
De club werd op 25 mei 1895 opgericht als Cricket Club Erfurt, een jaar later werd de naam gewijzigd in SC Erfurt 1895. De club sloot zich in 1904 aan bij de Midden-Duitse voetbalbond. Het ledenaantal steeg van 50 in 1900 naar 419 in 1914. In 1927 was de club met 1256 leden de tweede grootste club van de Midden-Duitse bond.
Vanaf 1903 was de club de toonaangevende club van Thüringen. De club speelde vanaf 1905 competitie, echter werd de Thüringse competitie als zwakker beschouwd en werd ingedeeld als tweede klasse. Erfurt werd twee jaar op rij kampioen en verloor in deze tijd slechts één wedstrijd. In 1907 werd de competitie opgewaardeerd tot hoogste klasse en ook nu werd de club kampioen waardoor ze mochten deelnemen aan de Midden-Duitse eindronde, waar ze met 6:2 verloren van Magdeburger FC Viktoria 1896. Een jaar later werd de titel verlengd. In de eindronde versloeg de club Chemnitzer BC met 3:1 en Dresdner SC met 7:2, waardoor de club zich voor de finale plaatste tegen Hallescher FC 1896. In een spannende wedstrijd werd het 5:4 waardoor Erfurt Midden-Duits kampioen werd en zo ook mocht aantreden in de eindronde om de landstitel. In de kwartfinale had de club verlengingen nodig om afstand te nemen van SC Alemannia Cottbus, maar in de halve finale was de latere landskampioen Karlsruher FC Phönix een maatje te groot, het werd 1:9.
Het volgende seizoen werd de Thüringse competitie in een Oost- en Noordcompetitie opgesplitst. Erfurt speelde in de Noordcompetitie en werd opnieuw kampioen. In de eindronde werden FC Apelles Plauen en Cricket-Viktoria Magdeburg opzij gezet op weg naar de finale. Hier verloor de club van tweevoudig landskampioen VfB Leipzig met 4:1.
Na een nieuwe titel leek de club op ramkoers in de eindronde na een 10:0 overwinning op SC Preußen 1909 Halberstadt, maar in de halve finale verloor de club van Wacker Halle. Het volgende seizoen zette de club Halberstadt opnieuw opzij met zware cijfers, nu 9:1. Na ook nog een overwinning op Carl Zeiß Jena verloor de club in de halve finale opnieuw van Wacker Halle. Het volgende seizoen doorbrak SV 1901 Gotha de hegemonie van de club, waardoor het seizoen er vroegtijdig opzat. Een jaar later werd de club wel weer kampioen en trad opnieuw aan in de eindronde. Na een klinkende 14:0 overwinning op VfL Eisleben in de eerste ronde verloor de club in de tweede ronde van SpVgg 1899 Leipzig-Lindenau. Drie jaar later nam de club opnieuw deel en kreeg een bye in de eerste twee rondes waardoor de club pas in de halve finale moest aantreden tegen Dresdner Fußballring, dat met 2:0 won. Het volgende seizoen, toen de oorlog bijna op zijn einde liep, trok de club zich terug uit de eindronde.
In het eerste naoorlogse seizoen werden vijf competities verenigd tot één grote Thüringenliga, vanaf 1919 Kreisliga Thüringen. Erfurt werd kampioen en in de eindronde had de club opnieuw twee keer een bye en verloor in de halve finale van Hallescher FC 1896. In 1919/20 werd de eindronde in groepsfase gespeeld en Erfurt werd hier derde. De volgende drie seizoenen kon de club geen titel winnen. 
In 1923 werd de Kreisliga ontbonden en werd de Noord-Thüringse competitie als Gauliga heringevoerd. Erfurt kon de titel winnen voor stadsrivaal SpVgg 02 Erfurt. In de eindronde verloor de club meteen van SV 01 Gotha. Het volgend seizoen werd rivaal SpVgg kampioen, maar vanaf dit seizoen mochten de vicekampioenen naar een aparte eindronde om zo ook nog kans te maken op een ticket voor het nationale kampioenschap. Na overwinningen op 1. SC Sonneberg 04, SV Fortuna 02 Leipzig en SV Brandenburg 01 Dresden speelde de club tegen de Midden-Duitse vicekampioen 1. SV Jena voor het tweede eindrondeticket en verloor na verlengingen met 1:2. Het volgende seizoen moest de club opnieuw genoegen nemen met een plaats bij de vicekampioenen. Opnieuw speelde de club de finale, maar verloor nu van FC Preußen 1907 Chemnitz.
In 1926/27 werd opnieuw de titel behaald. In de eindronde versloeg de club eerst SC Köthen 09, maar werd dan verslagen door SC 06 Oberlind. Een jaar later won VfB Erfurt de titel in Noord-Thüringen, voor vicekampioenen was er nu geen eindronde meer. Ook de volgende seizoenen was er slechts een plaats in de subtop weggelegd voor de club tot een nieuwe titel volgde in 1931/32. In de eindronde verloor de club met 9:7 van VfL Olympia 08 Duderstadt. Een jaar later nam de club wel weerwraak op Duderstadt in de eindronde door met 13:1 te winnen. Na ook nog een overwinning op SpVgg Gelb-Rot Meiningen werd de club gestopt door PSV 1921 Chemnitz.
In 1933 kwam de NSDAP aan de macht in Duitsland en zij herstructureerden het voetbal. De Midden-Duitse bond en zijn 24 competities werden ontbonden en vervangen door de Gauliga Mitte en Gauliga Sachsen. Enkel de top twee uit Noord-Thüringen plaatste zich dus kampioen SC Erfurt plaatste zich net als rivaal SpVgg. Na twee middelmatige seizoenen volgde een degradatie in 1935/36. Na één seizoen kon de club via de eindronde weer promotie afdwingen, maar werd na één seizoen opnieuw naar de tweede klasse verwezen. Nu zou het tot 1941 duren vooraleer de club terug zou promoveren. Na twee middelmatige seizoenen werd de club derde in 1943/44. Het laatste seizoen van de Gauliga werd niet voltooid.
Na het einde van de Tweede Wereldoorlog werden alle Duitse voetbalclubs ontbonden. Officieel werd de club niet meer heropgericht, wel gingen veel spelers in 1946 voetballen bij SG Erfurt-West, dat later de naam SG Fortuna Erfurt aannam en later SC Turbine Erfurt waaruit in 1966 FC Rot-Weiss Erfurt uit voortkwam.

## Erelijst
Kampioen Midden-Duitsland
1909
Kampioen Thüringen
1908, 1909, 1919, 1920
Kampioen Noord-Thüringen
1910, 1911, 1912, 1914, 1917, 1918, 1924, 1927, 1932, 1933